# Macrostyphlus
Macrostyphlus (лат.) — род мелких жуков-слоников (долгоносиков) из подсемейства Cyclominae (Listroderini). Эндемики Южной Америки. Длина 1,9—3,5 мм. Рострум среднего размера; пронотум субцилиндрический; опушение состоит из щетинок и субокруглых чешуек; метанэпистернальные швы сзади сросшиеся или облитерированные; надкрылья с выпуклыми промежуками. Macrostyphlus близок к родам подтрибы Macrostyphlina из трибы Listroderini и близок к родам Adioristidius, Amathynetoides, Andesianellus, Nacodius и Puranius.
Питаются предположительно листьями (имаго) и корнями растений (личинки).

## Систематика
Род включает около 10 видов.
- Macrostyphlus bilbo  Morrone, 1994
- Macrostyphlus coelorum  (Olliff, 1891)
- Macrostyphlus frodo  Morrone, 1994
- Macrostyphlus gandalf  Morrone, 1994
- Macrostyphlus gualcalae  Kirsch, 1889
- Macrostyphlus howdenorum  Morrone, 1994
- Macrostyphlus peruvianus  Morrone, 1994
- Macrostyphlus sturmi  Morrone, 1994
- Macrostyphlus transatlanticus  (Kirsch, 1889)
- Macrostyphlus venezolanus  Morrone, 1994